# 버추얼 콘솔
버추얼 콘솔(Virtual Console, VC)은 Wii 쇼핑 채널과 닌텐도 e숍에서 서비스하는 게임 다운로드 서비스로, 패밀리 컴퓨터, 슈퍼 패미컴, 닌텐도 64, 게임보이, 게임보이 컬러, 게임보이 어드밴스, 닌텐도 DS 등에서 발매되었던 게임을 Wii, 닌텐도 3DS, Wii U, 닌텐도 스위치에서 플레이할 수 있다.

## 같이 보기
- 대한민국의 버추얼 콘솔 목록